# Thiego
Willian Thiego de Jesus dit Thiego est un footballeur brésilien, né le 22 juillet 1986 à Aracaju (Brésil) et mort dans le vol 2933 LaMia Airlines du 28 novembre 2016 à La Unión. Il évolue au poste de défenseur central.

## Biographie
Thiego évolue au Brésil, au Japon, et en Azerbaïdjan.
Il dispute au cours de sa carrière 84 matchs en première division brésilienne (6 buts), 38 matchs en deuxième division brésilienne (4 buts), 10 matchs en première division japonaise (0 but), et 29 matchs dans le championnat d'Azerbaïdjan (2 buts). Le 15 juin 2016, il inscrit avec Chapecoense un doublé en Serie A brésilienne, contre le club de Grêmio.
Il participe avec les clubs de Grêmio et de Chapecoense, à la Copa Libertadores et à la Copa Sudamericana. En Copa Sudamericana, il inscrit le 26 octobre 2016 un but avec Chapecoense, lors des quarts de finale contre le club colombien du Junior de Barranquilla. Il dispute un total de 17 matchs lors des compétitions continentales.

## Palmarès
- Vainqueur du championnat de Santa Catarina en 2016 avec Chapecoense
- Vainqueur du championnat du Rio Grande do Sul en 2007 avec Grêmio